# A Little Girl in a Big City
A Little Girl in a Big City è un film muto del 1925 diretto da Burton L. King. La sceneggiatura di basa su A Little Girl in a Big City, a Play in Four Acts di James Kyrle MacCurdy andato in scena a New York circa nel 1909. Prodotto dalla Burton King Productions, il film aveva come interpreti Gladys Walton, Niles Welch, Mary Thurman, J. Barney Sherry, Coit Albertson.

## Trama
Mary Barry, dopo avere vinto il concorso di bellezza lanciato da una rivista, lascia la piccola cittadina di Malltown per andare a New York dove deve incontrare l'editore D. V. Cortelyou. Lui la fa vivere con Dolly Griffith, una donna di dubbia reputazione che spesso gli tiene bordone nelle sue faccende poco pulite. A una grande festa, data apparentemente in onore di Mary, Cortelyou ottiene alcune prove con cui ricattare la signora Young, moglie di un ricco finanziere. L'editore fa anche delle avances un po' troppo esplicite e aggressive verso Mary ma Jack, uno dei suoi assistenti, lo ferma colpendolo.

Minacciata di ricatto, la signora Young si rivolge disperata a Jack per chiedere aiuto. Lui e Mary cercano di aiutarla, ma Cortelyou rapisce sia la signora Young che la ragazza, nascondendole in una casa deserta. Quando scopre dove sono le due donne, Jack arriva insieme alla polizia che le libera. Cortelyou è arrestato, mentre la signora Young viene salvata dalle conseguenze dello scandalo. Jack e Mary si sposano.

## Produzione
Il film fu prodotto dalla Burton King Productions.

## Distribuzione
Il copyright del film, richiesto dalla Lumas, fu registrato il 20 luglio 1925 con il numero LP21660.
Distribuito dalla Lumas Film Corporation, il film uscì nelle sale statunitensi il 20 luglio 1925. La Stoll Picture Productions lo distribuì nel Regno Unito il 31 maggio 1926. In Brasile, il film prese il titolo Vítima da Vaidade.
Il film, nel 2012, è stato riversato e commercializzato in DVD dalla Grapevine.

### Conservazione
Copie complete della pellicola (35 mm Nitrato Negativo, 35 mm Nitrato Positivo, 35 mm Acetato Master Positivo, 35 mm Acetate Dupe Negative:) si trovano conservate negli archivi della Library of Congress di Washington.